# المركز الكندي للصحة والسلامة المهنية
المركز الكندي للصحة والسلامة المهنية (CCOHS) هو مؤسسة إدارية مستقلة بموجب الجدول الثاني من قانون الإدارة المالية وهو مسؤول أمام البرلمان من خلال وزير العمل.
تعمل CCOHS باعتبارها الوكالة الوطنية الرئيسية في كندا للنهوض بأماكن العمل الآمنة والصحية ومنع الإصابات والأمراض والوفيات المرتبطة بالعمل. وتشير إدارات العمل بالمقاطعات والأقاليم وتعويضات العمال بعمل إضافي في هذا المجال
تم إنشاء CCOHS في عام 1978 بموجب قانون صادر عن البرلمان الكندي- المركز الكندي للصحة والسلامة المهنية قانون S.C. ، 1977-78 ، ج. 29- واستند القانون إلى الاعتقاد بأنه لجميع الكنديين «لهم الحق الاساسي في بيئة عمل صحية وآمنة».
يحكم المركز، الذي يقع في هاميلتون ، أونتاريو، مجلس ثلاثي للحكام يمثل الحكومة (الفيدرالية والإقليمية والوطنية) وأرباب العمل والعمال.
تعزز CCOHS الرفاه الكلي - الصحة البدنية والنفسية - الاجتماعية والعقلية - للكنديين العاملين من خلال توفير المعلومات والتدريب والتعليم ونظم الإدارة والحلول. إنه يجعل المعلومات الموثوقة حول مخاطر وظروف مكان العمل متاحة بسهولة وعلى نطاق واسع لجميع الكنديين - تعزيز أماكن العمل الآمنة والصحية

## الخدمات
- قائمة جزئية على الإنترنت (مع الارتباطات التشعبية) لأنظمة السلامة المهنية في كندا ومقاطعاتها [2]
- Safety InfoLine Service - خدمة المعلومات المجانية والسرية من شخص لآخر للكنديين
- إجابات حول الصحة والسلامة المهنية - سؤال وجواب على موقع CCOHS
- تقرير الصحة والسلامة - رسالة إخبارية إلكترونية شهرية مجانية
- بوابة التخطيط لتفشي أمراض الإنفلونزا والأمراض المعدية - الأدوات والنصائح والموارد
- تطوير بوابة أماكن العمل الصحية - معلومات حول إنشاء أماكن عمل صحية
- العروض التقديمية عبر الإنترنت
- ملفات بودكاست حول مجموعة متنوعة من القضايا والمواضيع وكذلك مقابلات مع الخبراء
- قاعدة بيانات تصنيف نظام معلومات المواد الخطرة في مكان العمل (WHMIS)
- موقع منطقة العمال الشباب للعاملين الجدد والشباب، يعالج المستويات العالية من الإصابات والأمراض التي تعاني منها هذه المجموعة من العمال
- موقع CANOSH - بوابة إلكترونية للروابط إلى معلومات الصحة والسلامة المهنية الكندية التي تقدمها الوكالات الحكومية الفيدرالية والخاصة بالمقاطعات والأقاليم، ومجالس تعويض العمال والمركز الكندي للصحة والسلامة المهنيتين. ويهدف الموقع إلى جعل هذه المعلومات متاحة بسهولة ويسر للكنديين في الجهد المستمر لمنع الإصابة والمرض في مكان العمل والمساعدة في إنشاء أماكن عمل صحية. تم إنشاء Canosh ويتم صيانته من قبل المركز الكندي للصحة والسلامة المهنية.
- ملفات بودكاست - تُضاف حلقات جديدة شهريًا
- الدورات الإلكترونية
- سجل التأثيرات السامة للمواد الكيميائية(RTECS)
- قواعد بيانات وخدمات السلامة الكيميائية
- خدمة إدارة MSDS
- OSH Works خدمة إدارة الصحة والسلامة المهنية
- أدوات ترويج الصحة والسلامة
- أدلة الجيب الخاصة بالصحة والسلامة - منشورات CCOHS متوفرة باللغتين الإنجليزية والفرنسية وبأشكال متعددة (مطبوعة، CD ROM ، DVD ، PDF)
- CANWrite برنامج تحرير أوراق بيانات السلامة

## روابط خارجية
- CCOHS homepage
- Advancing Healthy Workplaces Portal
- Flu and Infectious Disease Outbreaks Planning Portal
- Young Workers Zone
- Healthy Minds at Work Portal
- The Health and Safety Report E-Newsletter
- WHMIS Classifications Search
- CanOSH - Canada's National Occupational Health Safety Website
- WHMIS.ORG - Canada's National WHMIS Portal